# Pleotrichophorus pseudoglandulosus
Pleotrichophorus pseudoglandulosus är en insektsart som först beskrevs av Palmer 1952.  Pleotrichophorus pseudoglandulosus ingår i släktet Pleotrichophorus och familjen långrörsbladlöss. Inga underarter finns listade i Catalogue of Life.